# 巴伦西亚圣多明我修道院
巴伦西亚圣多明我修道院（西班牙語：Convento de Santo Domingo）原为多明我会的修道院，位于西班牙巴伦西亚。该建筑创建于1239年，在不同历史时期经历了多次翻修和扩建，因此拥有文艺复兴、新古典主义、哥特式和巴洛克建筑风格。1931年公布为西班牙国家文物古迹。现在用作西班牙军队总部。

## 历史与建筑
1239年，教堂在国王海梅一世授予的土地上开始建造， 由于担心建筑的耐用性，在1250年被较大的建筑所取代。 教堂最古老的建筑遗迹，是哥特式的回廊，建于1300年左右。 1382年，它根据奧克西塔尼亞哥特式模型进行了翻新，平面由单个中殿和两侧小堂组成； 这个教堂幸存下来的遗迹是圣文生小堂，新古典主义风格，在18世纪下半叶进行了翻新和扩建。
阿拉贡国王阿方索五世于1431年下令建造国王小堂，1463年由国王胡安二世完成。该建筑保持完整，由三个部分组成：前两个为长方形，另有一个通向六边形的司祭席。 国王小堂与圣文生小堂相连，它也可以通过文艺复兴回廊进入； 入口是一个尖拱门廊，龕楣上有阿方索五世的纹章。 这个房间的亮点是它的立面，以哥特式和文艺复兴风格建造，包括拱形屋顶和双螺旋楼梯。 楼梯的建造方式允许两个人同时上下，而不会给彼此带来不便。修道院的主要部分完成后，又开始修建入口露台和外立面。。
东廊的拱形大厅建于14世纪， 是一个边长12米的正方形房间，四根柱子被延长为棕榈树的形状，产生房间失重和轻盈的效果。这个房间的尖拱门入口装饰着类似于大窗户的镂空窗饰，由风格化的中梃分隔。 餐厅用作接待室, 始建于1560年，属于巴洛克风格。
修道院建筑的主立面建于19世纪初，1840年根据巴尔多梅罗·埃斯帕特罗的法令，将其分配给瓦伦西亚总督时，进行了部分改动。 1931年公布为西班牙国家文物古迹。现在用作西班牙军队总部。

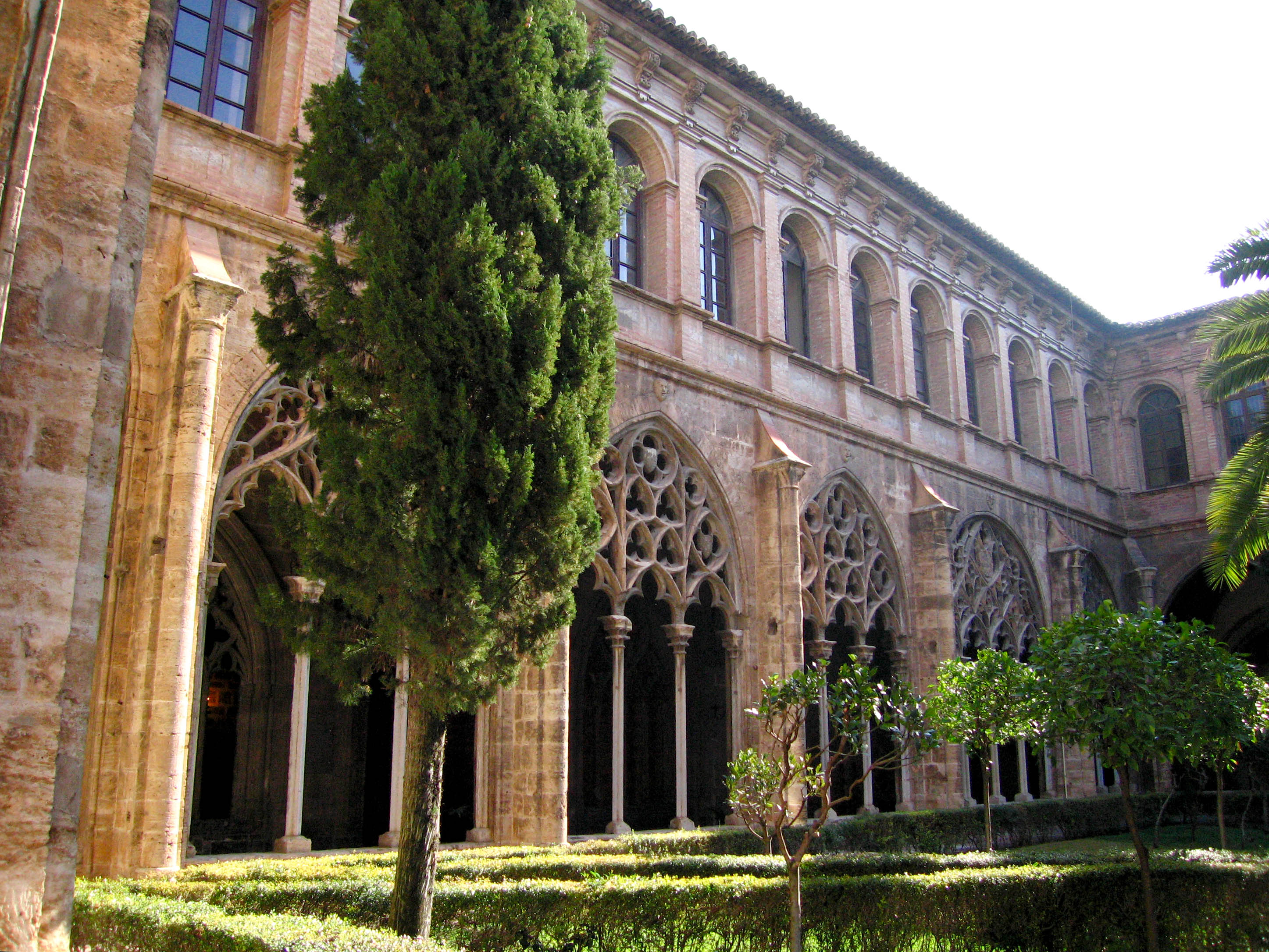
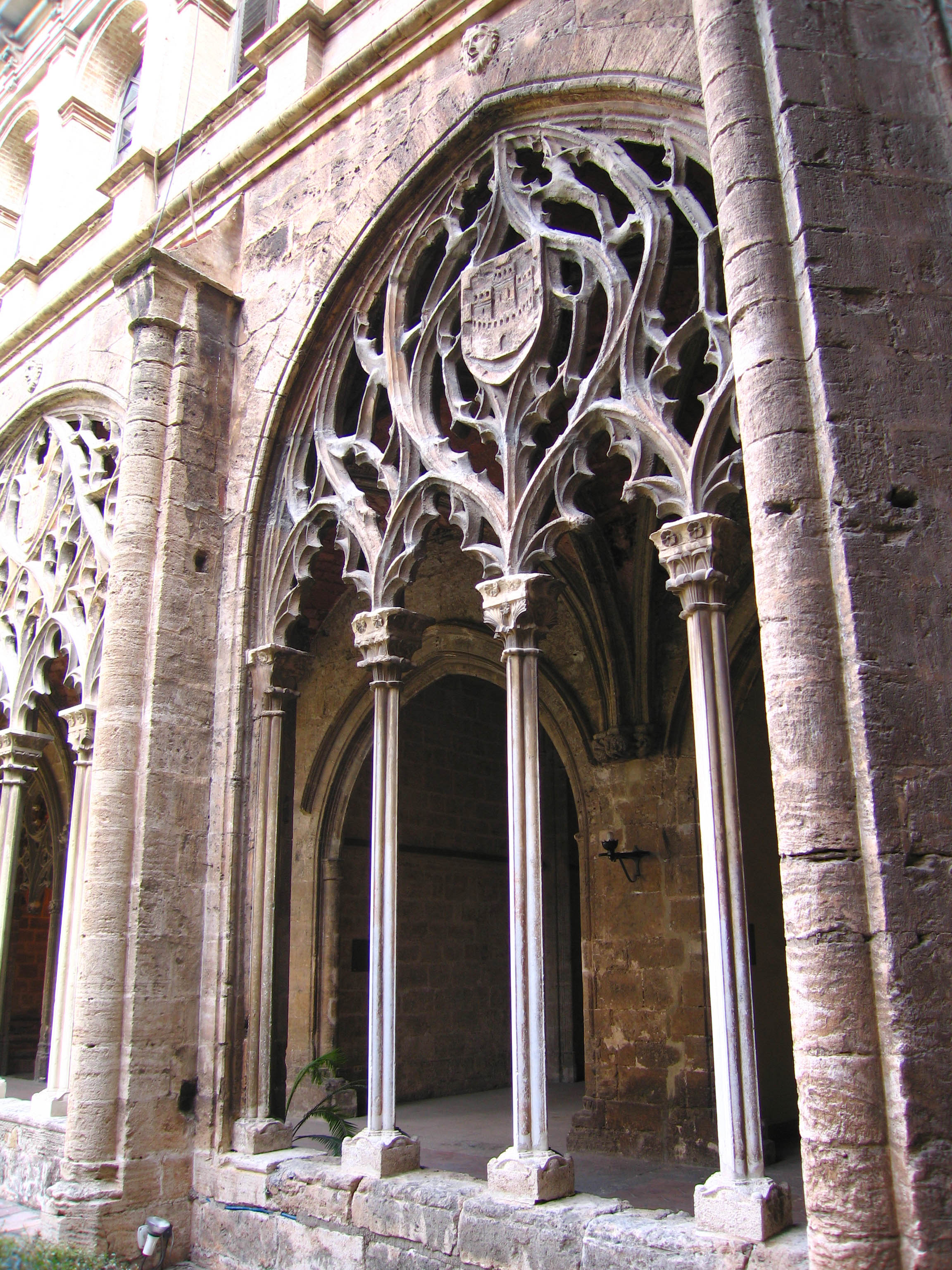
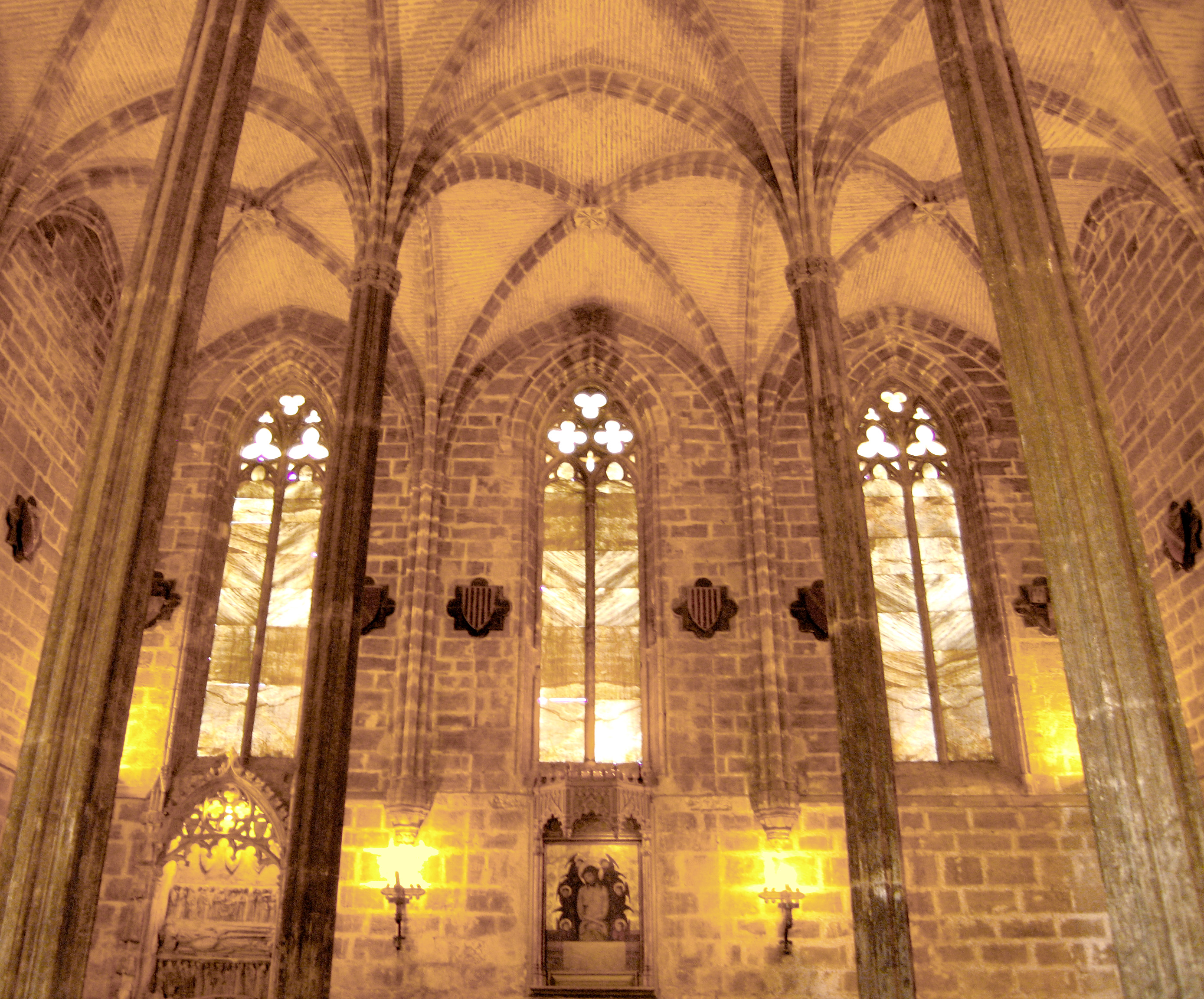
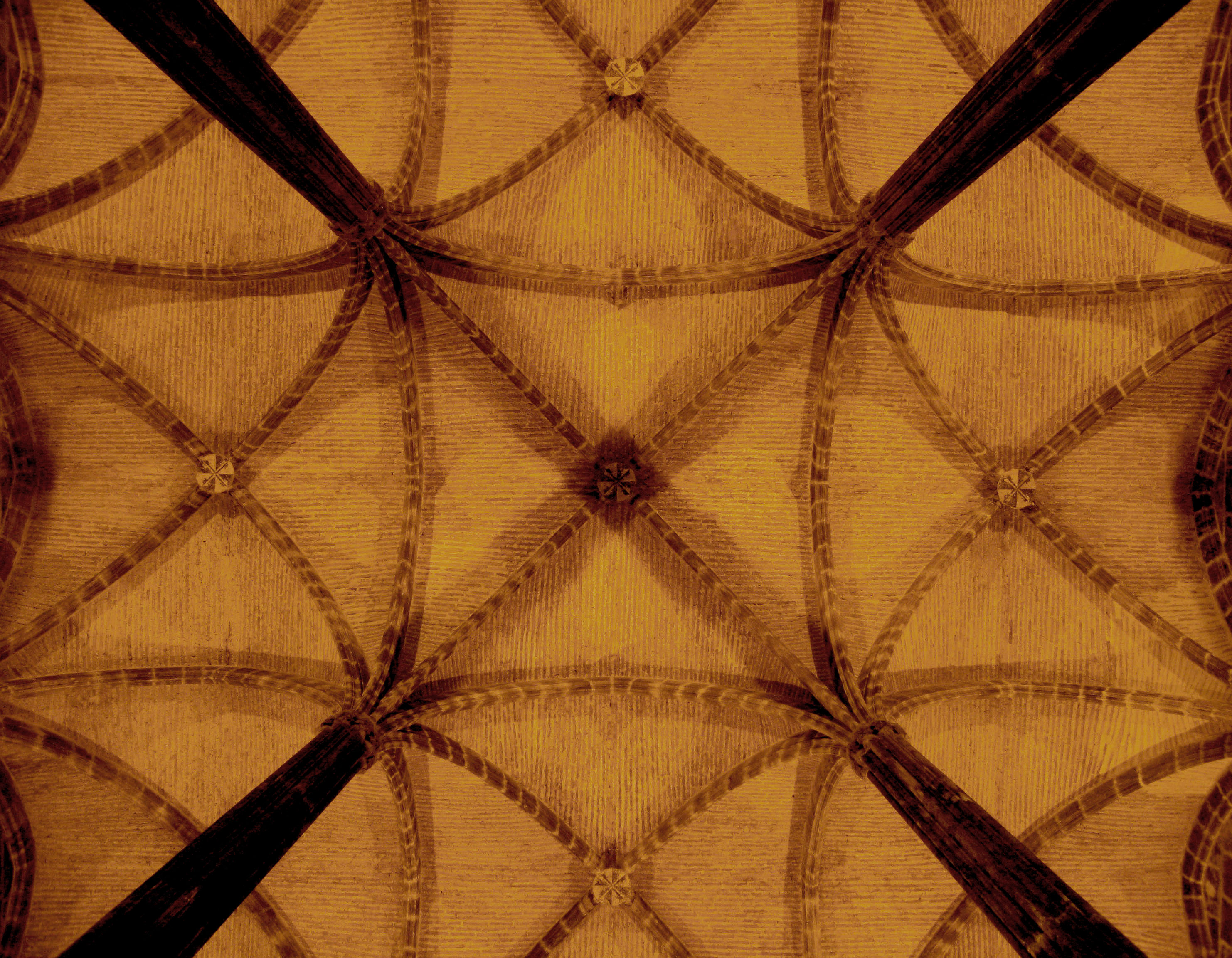
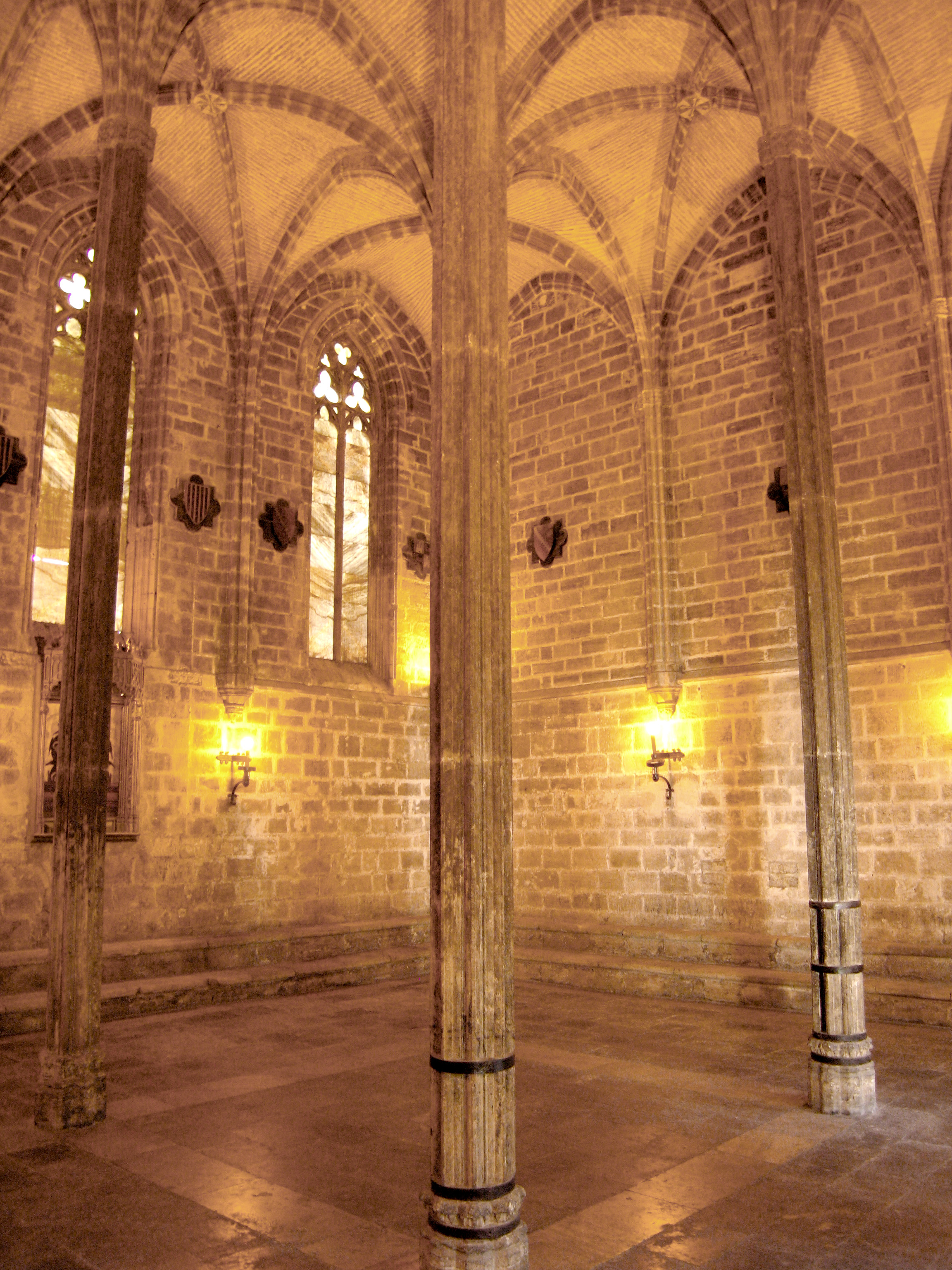
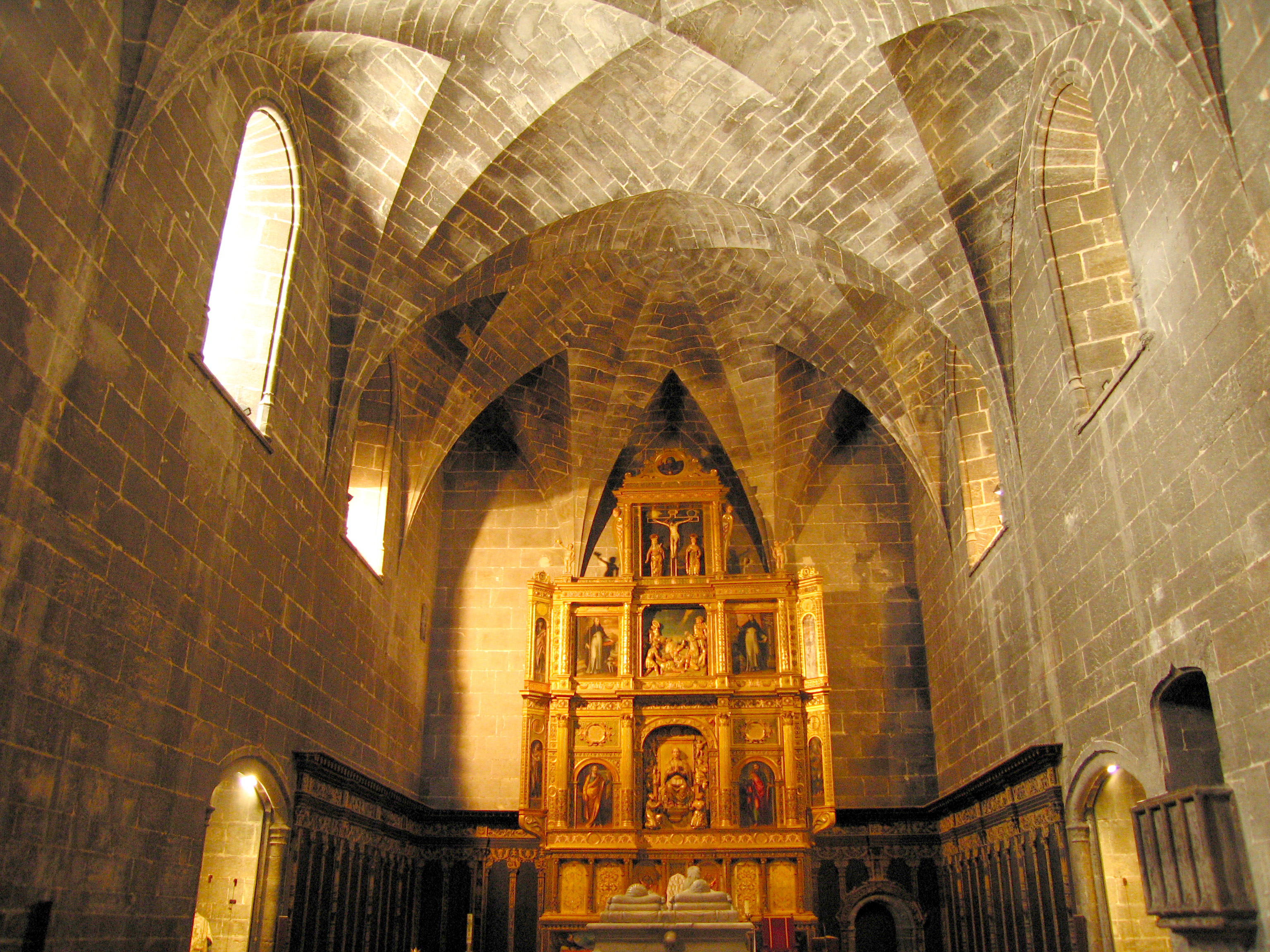
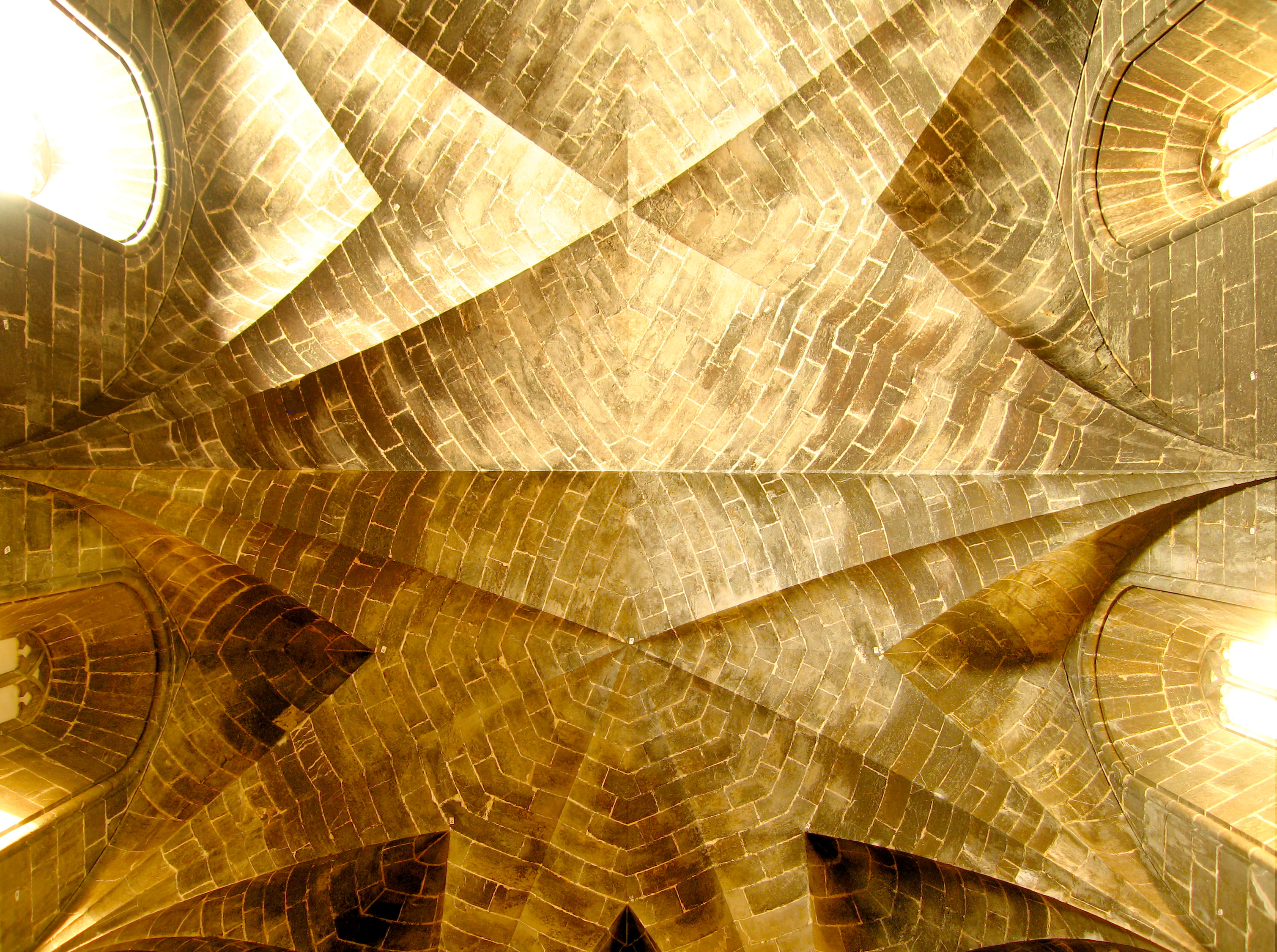
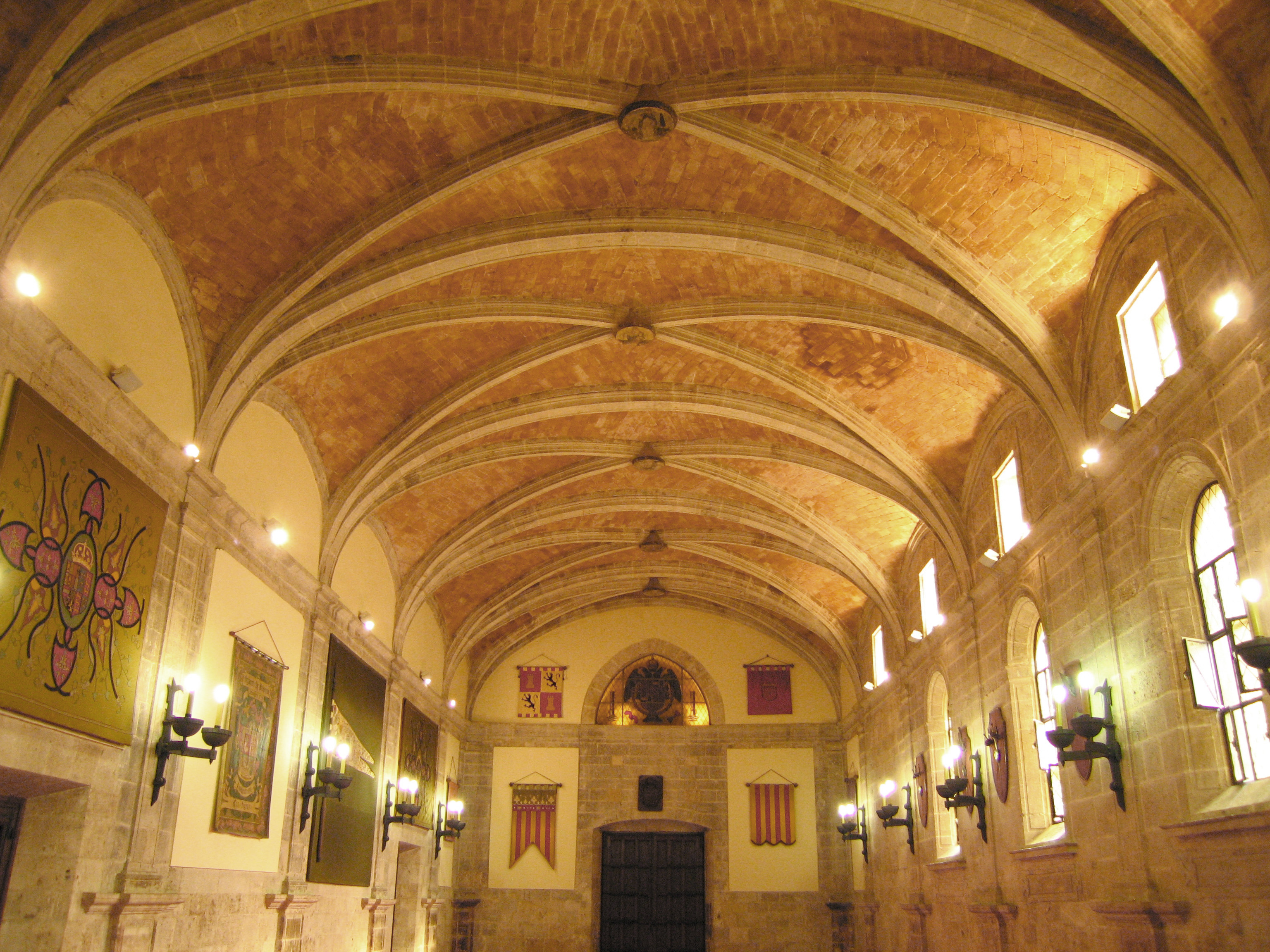
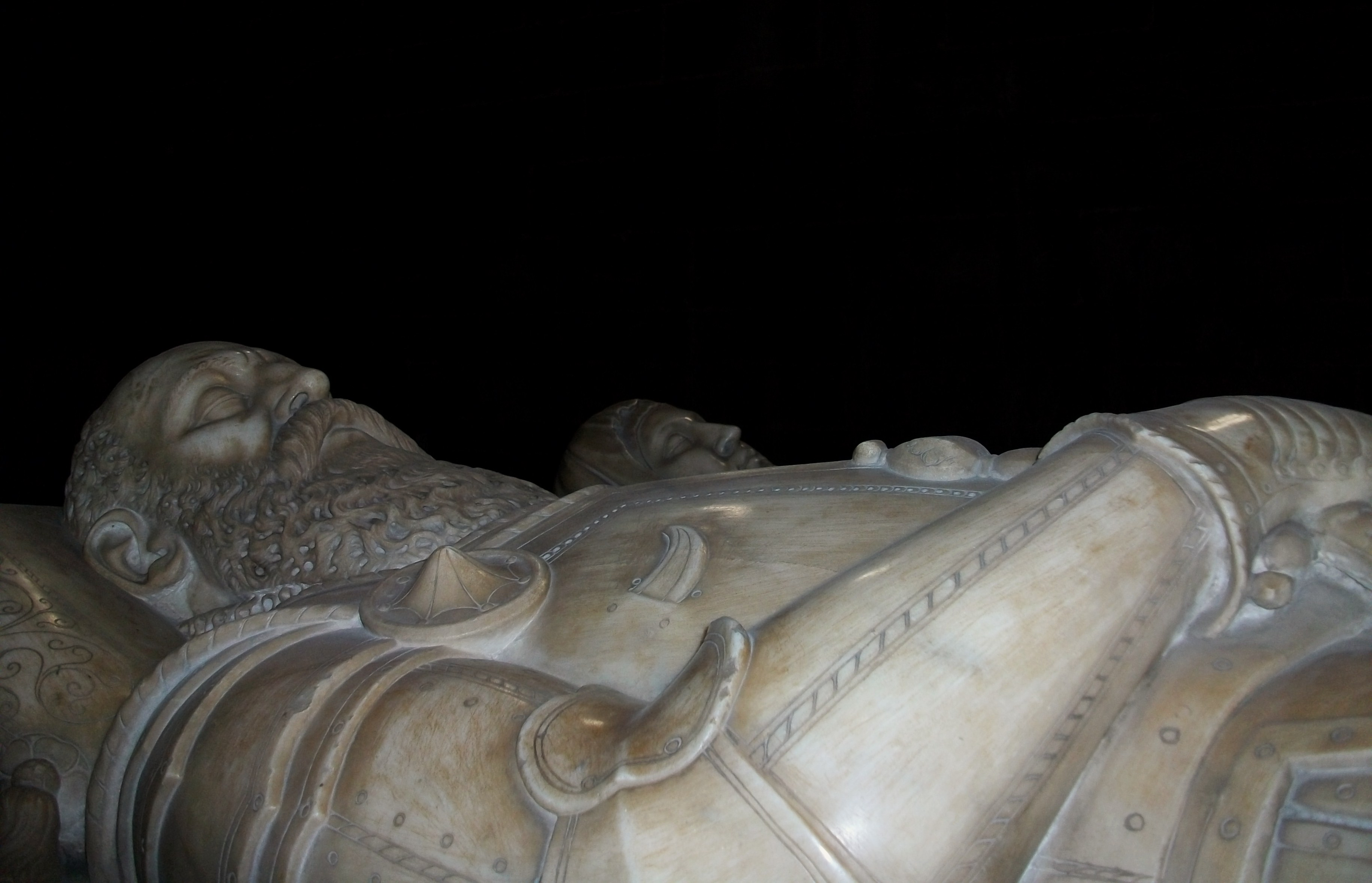